# McCraw Glacier
McCraw Glacier är en glaciär i Antarktis. Den ligger i Östantarktis. Australien gör anspråk på området. McCraw Glacier ligger 1 410 meter över havet.
Terrängen runt McCraw Glacier är kuperad åt nordost, men åt sydväst är den bergig. Trakten är obefolkad. Det finns inga samhällen i närheten. 